# Rugosa koraller
Rugosa koraller eller tetrakoraller är en utdöd ordning av koralldjur som levde från mitten av ordovicium till slutet av perm. Primitiva former visar bilaterial symmetri, medan denna kan vara maskerad i mer avancerade former.
Bland rugosa koraller fanns det både arter som var solitära och de som bildade kolonier. Den vanligaste formen på solitära rugosa koraller kan liknas vid ett krökt horn. Kolonibildande rugosa koraller har ett gemensamt skelett (korallum) som har tillverkats av flera närliggande polyper.
Till skillnad från nutida stenkoraller var de rugosa korallerna inte revbildande, troligen saknade de algsymbionter och fäste sämre vid sitt underlag.

## Solitära rugosa koraller
Holophragma calceoides var en liten solitär liggande korall med en maximilängd av omkring 3 centimeter. Den är vanlig som fossil efter Gotlands nordvästkust.
Cystiphyllum tenue är en ganska stor cylindrisk men ofta böjd solitär korall. Bägarens bredd är omkring 4–6 cm. Den utmärks av små taggiga septa och blåsformga golv. Den förankrade sig i botten med rotliknande utskott.
Goniophyllum pyramidale avviker från andra rugosa koraller genom sitt kvadratiska tvärsnitt, och är cirka 2–3 centimeter bred, och fördde med fyra trekantiga skyddande lock.
Dokophyllum är en solitär, storvuxen korall med ganska rakt koniskt skelett med rotliknande utskott. Bägaren har en flat bred botten. Den kunde bli upp till cirka 20 centimeter hög..
Rhizophyllum gotlandicum är endast känd i fossil från Gotland. Den har ena sidan tillplattad, och fästes i bottnen med ett tubformade utskott. Den har också ett skyddande lock, ledat mot korallens raka sida. Korallskelettets höjd är 2–4 centimeter.
Palaeocyclus porpitus, även kallad "Knappkorall" är en upp till 2 centimeter bred korall som levd löst liggande på bottnen. Undersidan är slät med ovansidan täck av septa.

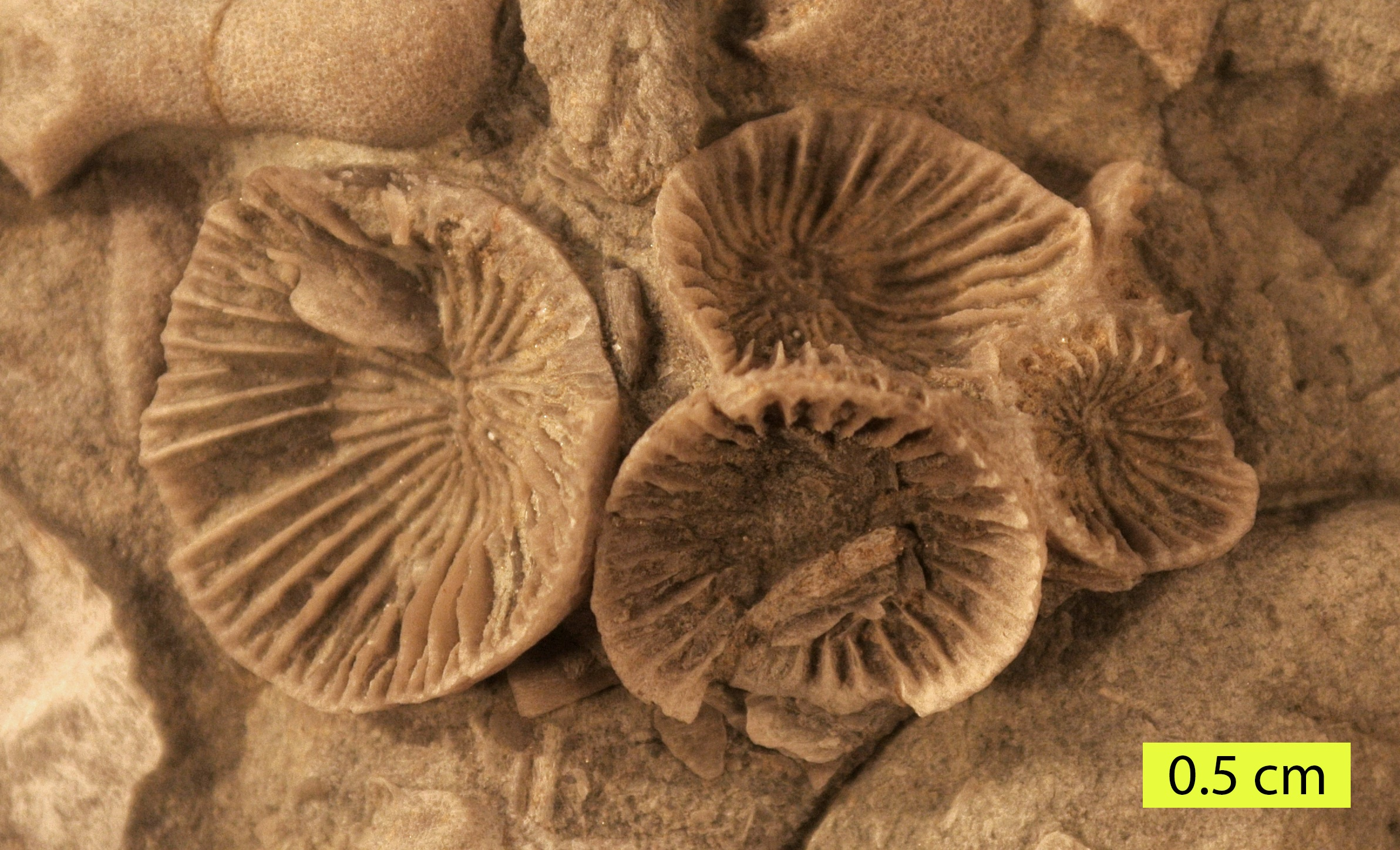
Streptelasma divaricans (Nicholson, 1875).

## Kolonibildande rugosa koraller
Schlotheimophyllum patellatum, har en stor plattforma av förtjockade septa som breder ut sig över underlaget. Varje korallindivids skelett är cirka 6–10 centimeter brett.
Stauria favosa bildar ofta stora koloniklumpar med hundratals individer. De känns igen på att deras fyra först bildade septa bildar ett kors i centrum på varje individs skelett. Varje enskild bägare har en diameter på omkring 0,5 centimeter.
Acervularia ananas var en massiv kolonikorall som levde under silur. De levde i relativt rent vatten i tropiska grundhav. De har en inre ring i bägarna som ger korallerna en viss likhet med ananasringar. De enskilda individerna har en diameter upp till 0,5 centimeter. Fossil från Acervularia ananas är vanlig på Gotland.
Kodonphyllum truncatum korallerna lever här sammanväxta i knippen av asymmetrisk form. Varje bägare har en diameter av 0,5-1,5 centimeter och ytterkanten formad som en bred plattform med en fördjupning i mitten. Nya individer avknoppas från plattformen av brättet på de äldre individerna.

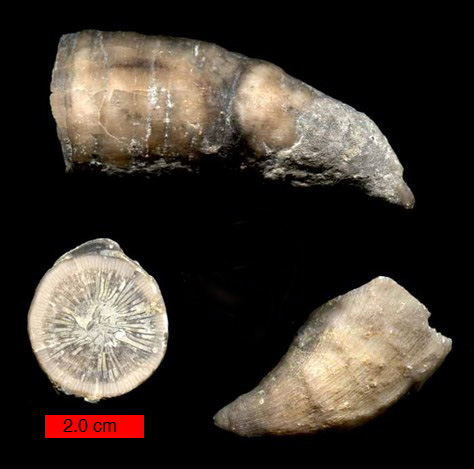
Grewingkia (ordovicium)